# 위키백과에 대한 연구
위키백과에 대한 연구는 위키백과에 대한 동료평가된 학술연구 보고서들을 말하는데, 최근에 매우 많은 연구가 있었다. 연구의 방향은 크게 두 가지로 나뉘는데, 하나는 위키백과 내용의 신뢰성에 대한 연구이며, 다른 하나는 사회적 영향에 대한 분석이다.

## 신뢰성

### 소수가 대량의 문서를 편집함
랜드마크에 해당하는 연구보고서는 가디언지에서도 인용되었다. 미네소타 대학교의 6명의 학자들은 위키백과 사용자들의 편집횟수와 관련한 연구를 하였다.
PWV(persistent word views)는 편집자의 편집횟수와 편집자의 글이 독자들에게 읽혀지는 능력을 측정하는 단위이다. "문서가 한 번 읽혀지면, 그 문서의 모든 단어들도 한 번 읽혀진다. 홍길동 편집자가 그 문서에서 오직 단어 하나를 작성했다면, 홍길동 편집자의 PWV는 1이다." 문서가 읽혀진 횟수는 웹서버의 로그 자료를 바탕으로 하였다.
2002년 9월 1일부터 2006년 10월 31일까지, 25조개의 PWV를 등록된 사용자와 관련해 분석했다. 편집횟수로 상위 10%에 드는 사용자가 86%의 PWV를 생성했다. 상위 1%가 70%를 생성했다. 상위 0.1% (4200명)가 44%를 생성했다. PWV 순위로 상위 10명의 사용자가 2.6%나 PWV를 생성했다. 그 중 오직 3명만이 편집횟수 순위 상위 50명에 들었을 뿐이다.
연구는 또한 봇의 영향도 분석했다. 편집횟수 랭킹에서는, 봇은 상위 10명의 편집자 중에 9명이 봇이었다. 상위 50명 중에 20명이 봇이었다. 반면에, PWV 랭킹에서는, 상위 50명 중에 오직 2명만이 봇이었다. 상위 10명 중에는 단 하나의 봇도 없었다.